# Мяра за мяра
„Мяра за мяра“ (на английски: Measure_for_Measure) е една от трагикомедиите на английския поет и драматург Уилям Шекспир. Създадена е около 1603 – 1604 г. За пръв път пиесата е публикувана през 1623 г. в „Първо фолио“. Тя е трагикомедия, която се причислява към така наречените „проблемни пиеси“.

## История на създаване
Като образец при създаването на трагикомедията Шекспир използва различни елементи от един разказ от сборника с новели на Джовани Чинто от 1565 г. В поантата на новелите на Чинто се възхвалява съпружеския дълг. В един по-късен етап Джирардо използва разказа като основа на драма, която разгръща под формата на дебат. През 1578 г. новелата на Чинто претърпява преработка от Джордж Хуетсън. Тази преработена версия става основен източник за фабулата при Шекспир.
В книгата си „Преоформеният Шекспир“ (Shakespeare Reshaped) от 1606 – 1623 г. Гари Тейлър и Джон Джоует изказват твърдението, че част от текста на „Мяра за мяра“, който познаваме днес, не е достигнал до нас в оригиналния си вид, а е по-скоро продукт на редакции след смъртта на Шекспир от Томас Мидълтън. Те представят стилистични доказателства, че конкретни пасажи от текста са от Мидълтън, и твърдят, че той е променил топоса на действието във Виена, за разлика от оригиналния текст, който се развива в Италия.
Браунмюлер и Уотсън обобщават случая за Мидълтън, като предполагат, че той трябва да се разглежда като „интригуваща хипотеза, а не като напълно доказан факт“. Дейвид Бевингтън предлага алтернативна теория, според която текстът може да бъде приписан стилистично на професионалния писател Ралф Крейн.

## Място на действието
Действието се развива във Виена и пред вратите ѝ.

## Герои
Винченцо – княз на Виена
Граф Анджело – негов наместник
Граф Ескал – стар благородник, делови човек, отдаден на службата си, със силно чувство за справедливост
Клавдио – момък
Лучио – веселяк
Първи гражданин и Втори гражданин – от заможни семейства
Тъмничарят
Брат Тома – монах
Брат Петър – монах
Лакът – градски стражар; простак, ужасно несръчен в общуването с другите, несъобразителен, вулгарен
Фрът – вятърничав, млад човек, Името на Фрът е Froth – пяна
Помпей – слуга на Мадам Свръхврът; смешник, остроумник, който умее да обръща думите в своя полза
Съдия
Варий – благородник, който е приближен на княза
Кръвожад – палач, в оригинала името е Abhorson – свързано с понятието „погнуса“ и „ужас“, но и звучащо като „син на уличница“
Бернардий – разпуснат затворник
Изабела – сестра на Клавдио
Мариана – годеница на Анджело
Жулиета – любовница на Клавдио
Франциска – монахиня
Мадам Свръхврът – сводница, в оригинал името е Overdone – прекалила или презряла

### Анализ на характера на главните герои
- Изабела – представена е от Шекспир като много чиста, добра жена с високи морални ценности. Някои критици смятат, че тя притежава изключително ярък характер и че е един от най-силните персонажи в пиесата. Това е показано в речите ѝ с Анджело за християнството, властта и милостта. Други я определят като лицемерка, която гледа единствено собственото благополучие, тъй като вместо да спаси брат си Клавдио, тя избира да опази своята невинност и духовна чистота.

- Анджело – той замества княза. Към неговия характер отново може да се подходи през две гледни точки. Едната е, че той е изключително лош човек, лицемер, който желае да спи с Изабела освен това не спазва обещанието, което ѝ е дал. Също така това, че е оставил жената, за която е женен – Мариана, показва, че не се интересува от чувствата на другите, а е егоист. От друга страна, той може да бъде определен като човек, спазващ морала, но поддал се на изкушението. Неговият персонаж е може би е някъде между тези две гледни точки.

- Винченцо – князът на Виена, който се представя за монах Людовик. За него може да се каже, че притежава слаб управленчески характер, тъй като вместо да има смелост да въдвори ред във Виена, той решава за по-лесно да се оттегли и да даде правомощията си на друг. Това показва както слабостта и неувереността му, така и страха да бъде малко по-жесток. В същото време той, преоблечен като монах, успява да наблюдава събитията и като истински княз да намери най-доброто решение на проблемите – с хитрост и остър ум. Накрая той действа с похвата deus ex machina като превръща пиесата от трагедия в комедия.

- Лучио – той е веселяк по рождение, лекомислен млад мъж. Не се интересува от справедливост, приятелство или честност. Това, което го вълнува са сводниците и леките жени. Той несъзнателно клевети княза пред монах Людовик, без да знае всъщност кой е той наистина, така Лучио става за смях и предизвиква смях в публиката.

- Ескал – граф, възрастен благородник, който е доверен на княза. Той е втори в управлението, след като княза дава властта в ръцете на Анджело.

- Клавдио – млад мъж, който има тайна връзка с Жулиета. Двамата искат да запазят отношенията си в тайна, докато родителите на Жулиета се съгласят и свикнат те да бъдат заедно. Това обаче не се случва, тъй като Жулиета забременява от Клавдио и всички разбират за техните взаимоотношения. В трето действие, първа сцена той се появява, като говори за страха си от смъртта. Той не е изявен характер в пиесата, въпреки че е причина за действието ѝ.

## Сюжет
Внимание:  Текстът по-долу разкрива сюжета на произведението (или части от него)!
Kнязът на Виена – Винченцо, заявява, че трябва незабавно да напусне страната и предава властта на граф Анджело. Вместо това обаче Винченцо се дегизира като монах и отива тайно в манастир, за да следи управлението и народа. Малко след напускането на княза, граф Анджело осъжда на смърт Клавдио – брата на Изабела, защото е забременил незаконно бъдещата си съпруга Жулиета преди да сключат брак. Осъденият моли своя приятел Лучио да сподели незабавно тези новини на Изабела, която е послушница в манастир и ѝ предстои да стане монахиня. Клавдио настоява тя да отиде лично при граф Анджело, за да му се помоли да го освободи от смъртното наказание и вярва, че само така има шанс да се спаси.
След като научава за злощастната съдба на своя брат, Изабела веднага отива при графа. Анджело се омайва от чистотата ѝ. Заявява, че ще се смили над Клавдио, ако тя му даде моминската си чест и неопетненото си тяло. Тя се възмущава и си тръгва, за да сподели с брат си какво се е случило. Той отначало я подкрепя, но след това променя решението си и започва да я убеждава, че дори и да стори грях, ще е за благо дело. Тогава князът, представящ се за монах, предлага план, който ще спаси и Клавдио, и честта на Изабела. Решението е Изабела да се уговори с Анджело на удобно за нея място, късно вечер, за да може вместо нея да отиде Мариана – бившата годеница на графа, която той е изоставил, след като брат ѝ Фредерик е корабокруширал и е загубил сватбената зестра. Изабела се съгласява, след като научава, че Мариана все още обича Анджело.
Всичко се развива по план, но Анджело нарушава обещанието си и поръчва убийството на Клавдио. Тъмничарят и князът, все още дегизиран като монах, измислят нова измама, с която да спасят Клавдио – вместо неговата глава решават да изпратят тази на един пират – връстник на Клавдио, при това със същата коса и брада като него, който същата сутрин е умрял в затвора. След това князът изпраща писмо на Анджело, в което заявява, че ще се върне и ще поеме отново властта.
Действията стигат развръзката си. Всички се срещат и разказват подробно на княза случилото се по време на неговото отсъствие. Става ясно, че князът се е представял за брат Людовик. Князът нарежда на Анджело да се ожени за Мариана, за да може тя да получи неговите богатства и като вдовица да си намери по-добър мъж, след като го убият. Мариана не иска друг и умолява Изабела да се помоли на княза да пощади граф Анджело като компенсация за смъртта на Клавдио. В този момент се разкрива и другото „чудо“, че Клавдио е жив. Князът наказва Лучио за всички ужасни неща, които е изговорил по негов адрес – наказанието е да се ожени за една уличница, която е забременил и изоставил. Накрая князът предлага брак на Изабела, но отговорът ѝ не се споменава в пиесата.

## Критика в България

### I. Предговор към „Уилям Шекспир. Том 7. Трагикомедии“ –Марко Минков[5]

#### Жанр
- По жанр пиесата е трагикомедия – драма, която завършва щастливо, както е при комедиите, но довежда героя до смъртна опасност като трагедиите;
- „Мяра за мяра“ може да бъде определена като тезисна пиеса, в която се противопоставят една на друга милостта и суровостта на закона;
- За изграждане на драмата ключо е кървавият закон против блудството;

#### Предистория – Джирардо Чинтио и Джордж Хуетстън
- За изходна точка на драмата Шекспир използва формата на новелата на италианеца Джирардо Чинтио;
- Поанта на новелата на Чинтио – възхвалата на съпружеския дълг;
- По-късно Джирардо Чинтио използва разказа си като основа на драма и този дълг отпада;
- Така драмата се развива във форма на дебат;
- Разглежда се въпросът за законността и милостта;
- При Шекспир става въпрос за неприложимостта на един конкретен закон, който постоянно се подлага на критика по същество;
- Новелата на Чинтио е претърпяла преработка през 1578 г. от Джордж Хуетстън и тя става пряк източник за Шекспир;
- Основната фабула на преработената новела се явява като един от многото случаи на беззаконие;
- Най-тежкото обвинение е потискането на бедните в полза на богатите, а не злоупотребата с девойка;

#### Не може да се каже защо го е направил, но:
- може да е искал да вдигне глас против пуританските изисквания;
- може да го е избрал заради модерната тема за проституцията;
- също така може да е взел този модел, заради драматическите възможности на сюжета;

#### Промяна във фабулата
- Шекспир е премахнал от драмата си социалния протест на Хуетстън;
- Запазил е само като контрастен план картината на публичните домове и техните посетители;
- Анджело нарочно е назначен от княза с цел да привлече върху себе си очакваното негодувание против реформата;
- Изабела е послушница, за която е невъзможно да приеме предложеното от Анджело условие;
- Драматичната сцена между Изабела и брат ѝ води действието на пиесата до безпътица;
- Шекспир запазва целомъдрието на своята героиня с похвата на подменената невеста;
- Князът е поставен в ролята на интриганта, който управлява всичко – така се унищожава цялото драматургично напрежение;
- За да се постави в ситуация, от която Анджело не може да избяга, Шекспир измисля образа на изоставената му годеница;

#### Анализ на действията на героите (Анджело и Клавдио)
- Това, което дава сила на първите действия, са човешките конфликти и отношения;

Анджело:
- Анджело не е добър съдия, няма отношение към хората и не иска да ги изслуша;
- Той признава само строгата буква на закона, но не е злодей или лицемер, нито пък е покварен от властта, която е получил;
- Анджело е човек, който не познава себе си;
- Смята се за непорочен, защото не е познал изкушението, но накрая се поддава на него пред лицето на Изабела;
- Иска всички да бъдат непорочни;
- С неговия образ се представят типичните черти на пуританина;
- За разлика от останалите драматурзи Шекспир показва един по-страшен и по-опасен пуританин – искрен, с ужасно оръжие в ръцете си;
- Анджело е пристъпил закона против блудство, той е злоупотребил със служебното си положение;
- Веднъж изобличен, сам се моли да бъде екзекутиран;

Клавдио:
- Клавдио се моли за живота си с цената на своята чест;
- За него сделката е само въпрос на чест;
- Изабела се нахвърля срещу него с най-жестоките упреци, защото се страхува да не отстъпи и тя пред изкушението;

#### Заключение
- Най-важни за драмата „Мяра за мяра“ са абсолютните морални норми и тяхната приложимост предвид слабостта на човешката природа;

### II.Симеон Хаджикосев:
„Важни проблеми подлага на обсъждане драматургът и в драмата си „Мяра за мяра“, която възхожда към новелата на Дж. Чинтио. Обект на размисъл е правен казус: каква трябва да бъде присъдата за правораздаващия, уличен в същия грях като подсъдимия. Централния персонаж Анджело; оставен за наместник на княза на Виена в неговото отсъствие, трябва да прилага новия непопулярен закон срещу блудството. По силата на този закон той осъжда на смърт невинния Клавдио, но е готов да отмени присъдата, ако неговата красива сестра Изабела му се отдаде. Дори и така бегло скициран драматургическият конфликт, ясно е колко актуален продължава да бъде той. Но Шекспир смекчава контурите му чрез различни похвати (подслушвания, преобличания) и накрая се стига да благополучен завършек, без обаче престъпилият закона да бъде наказан.”

## Постановки и адаптации

### Постановки

#### България
- През 2009 година, на 3 октомври, Малък градски театър „Зад канала“ открива новия си сезон с най-новата си постановка на Лилия Абаджиева „Мяра за мяра“ – У. Шекспир. Предпремиерата се е състояла на 2 октомври 2009 година.
- Трагикомично е усилието да изглеждаш хармоничен: пиесата „Мяра за мяра“ от У. Шекспир, режисьор Г. Стоев, постановка на Народен театър „Иван Вазов“, автор – Елвира Попова, 1994 година. Архив на оригинала от 2021-02-02 в Wayback Machine.

- На 27 юли 2020 година, Шекспирова театрална школа „Петровден“ с. Паталеница поставя на сцена пиесата „Мяра за мяра“. Постановката се заснема, за да бъде достъпна за по-голяма аудитория поради епидемичната обстановка.

#### Англия
- Най-ранното представление на „Мяра за мяра“ се е състояло в нощта на Свети Стефан на 26 декември 1604 година.
- Чарлз Гилдън се връща към текста на Шекспир с продукцията „Ханските полета на Линкълн“ през 1699 година.
- Джон Рич представя версия, която е по-близка до оригинала на Шекспир, през 1720 година.[7]
- През февруари 1906 година е адаптирана от Драматургичното общество на Оксфордския университет. [8]
- През 1893 година Уилям Поел продуцира пиесата в Роялти и през 1908 година в Гети в Манчестър.[9]
- През 1933 година постановката се състои и в театър „Олд Вик“, а през 1950 година в Шекспировия мемориален театър.[10]
- През 1957 г. Джон Хаусман и Джак Ландау режисират постановка в театър „Финикс“ в Ню Йорк.[11]
- Пиесата е продуцирана само веднъж на Бродуей в постановка от 1973 г., режисирана от Houseman.[12]
- През 1976 г. има продукция на фестивала на Шекспир в Ню Йорк.[13]
- През април 1981 г. режисьорът Майкъл Рудман представя версия с изцяло черен състав в Националния театър в Лондон.[14]
- Между 2013 г. и 2017 г. театрална компания Cheek by Jowl поставя рускоезична версия на пиесата, съвместно с Театър „Пушкин“ – Москва, и „Барбикан център“ – Лондон. Постановката е режисирана от Деклан Донелан и проектирана от Ник Ормерод.[15][16]

- През 2018 г. Джоузи Рурк режисира уникално постановка за обръщане на пола на пиесата в Donmar Warehouse в Лондон, в която Джак Лоудън и Хейли Атуел последователно редуват ролите на Анджело и Изабела.[17][18]

#### Германия
- Премиерата на „Мяра за мяра“ се състои в Берлин на 17 септември 2011 година.
- По-късното същата година е играна на фестивал в Залцбург на 17 август 2011 година.
- На 2 октомври 2020 година в театър „Талия“ се е състояла премиерата на „Мяра за мяра“ в Хамбург.
- Постановката на „Мяра за мяра“ се състои в Германия на фестивалната седмица на Държавния театър в Майнинген. На руски език с немски субтитри на 6 април 2019 година и на 7 април 2019 година.

## Екранизации

### Англия
- През 1979 година БиБиСи заснемат филм на видеокасета на „Мяра за мяра“, режисьорът е Дезмънт Дейвис[неработеща препратка] и се счита, че тази версия на БиБиСи е точна интерпретация на пиесата. Филмът е пуснат като част от Шекспировите телевизионни серии на БиБиСи.
- През 2006 пиесата е поместена в модерното настояще на британската армия.[19]
- Във филма от 2015 „Мяра за мяра“ става промяна на пола на Изабела в мъжки и така става първата постановка с хомосексуални елементи.[20]

### Германия
- На 17 юли 1958 година излиза филмът „Мяра за мяра“.